# Черненко Олександр Романович
Черненко Олександр Романович (рос. Черненко Александр Романович; 25 грудня 1924, Аджамка (село) —  1 квітня 1996, Кривий Ріг) – український вчений та виробничник у гірничодобувній галузі, доктор технічних наук, професор, віце-президент Академії гірничих наук України, директор науково-дослідного гірничорудного інституту (1977-1993 рр.), лауреат премії Ради Міністрів СРСР.

## Життєпис
Народився 25 грудня 1924 року в селі Аджамка Кіровоградської області. В 1944-1945 роках брав участь у бойових діях 46-ї Армії ІІІ Українського фронту. У 1951 році закінчив Криворізький гірничий інститут. З 1951 року почав трудовий шлях на шахтах Кривбасу, працював помічником енергетика, начальником внутрішньошахтного транспорту шахти «Комунар», старшим енергетиком, старшим механіком, замісником головного інженера шахти ім. Ворошилова, начальником шахти «Комунар» (1957-1958 р.р.), начальником шахти «Гігант» рудоуправління ім. Дзержинського (1958-1963 р.р.) та керував пуском шахти «Гігант-Глибока» – на той час самої великої шахти в Європі. Завдяки науковій організації праці, застосуванню нових технологій та покращенню умов праці робітників продуктивність праці виросла в декілька разів. З 1963 р. по 1971 р. працював керівником рудоуправління ім. Комінтерну, а з 1971 р. по 1977 р. директором одного з найбільших підприємств Кривбасу – рудоуправління ім. Кірова, потужність якого виросла до 7600 тис. тон руди. О.Р. Черненко завжди переймався покращенням комфортності соціально-побутової інфраструктури проживання та праці робітників. Багаторазово обирався депутатом районної та міської ради м. Кривого Рогу.

## Наукова діяльність
В 1967 р. без відриву від виробництва захистив кандидатську дисертацію «Підвищення ефективності пневмоударного буріння в умовах шахт Кривбасу», у 1986 р. захистив докторську дисертацію «Підвищення ефективності підземної розробки родовищ багатих залізних руд Кривбасу». В результаті проведених досліджень та їх впровадження зросла ефективність розробки руд слабких і середньої міцності, схильних до злежування під тиском завалених порід на великій глибині, з мінімальними витратами, створені нові високоефективні конструкції систем розробки з вібровипуском руди і механізовані комплекси з економічним ефектом більше двох десятків мільйонів рублів.
З 1977 р. по 1993 р. очолював науково-дослідний гірничорудний інститут (НДГРІ, м. Кривий Ріг). Володіючи різностороннім практичним досвідом, направив зусилля колективу інституту на зв'язок науки з виробництвом та збільшення обсягів впровадження наукових розробок у виробництво. В інституті було створено спеціалізоване управління з шахтною виробничою базою для випробування створюваної техніки та нових схем технологічних процесів, були розширені виробничі майстерні та конструкторське відділення. Була розроблена нова технологія виробництва бурового інструменту підвищеної стійкості на рівні кращих закордонних аналогів, замість тих, що в 8-10 разів поступалися за рівнем. За ініціативою О.Р. Черненка уперше в галузі були розроблені і реалізовані комплексно-цільові програми, які передбачали підвищення продуктивності праці і підвищення ефективності виробництва, двома з яких він безпосередньо керував. У 1983 р. за розробку прогресивних технологій видобутку руд чорних металів і підвищення ефективності гірничорудного виробництва НДГРІ був нагороджений орденом Трудового Червоного Прапора. У ці роки на базі НДГРІ щорічно проводилися міжнародні конференції та семінари, у 1989 р. – нарада керівників федерації науково-технічного товариства металургів соціалістичних країн. У 1991 р. О.Р. Черненко був обраний віце-президентом Академії гірничих наук України. Одним з важливих напрямків досліджень О.Р. Черненко вважав керування технологічними процесами з метою зменшення впливів видобування руди на стан довкілля в Кривбасі. Останні роки займався програмою подальшого розвитку Кривбасу та проблемою створення технології розробки техногенних родовищ і утилізації відходів підприємств.

## Науковий доробок
Доктор технічних наук, професор О.Р. Черненко є автором понад 200 наукових робіт, 3 монографій, 54 винаходів. Він вніс суттєвий вклад у вдосконалення техніки та технології видобутку руд чорних металів, значного підвищення стійкості бурових інструментів. 
Основні наукові праці:
- Черненко А.Р., Чирков Ю.И. Подземная разработка мощных железорудных месторождений. – М.: Недра, 1985. – 238 с.
- Черненко А.Р., Семешин В.З. Подземный горнорабочий рудной шахты: Справочник рабочего. – М.: Недра, 1990. – 255 с.
- Черненко А.Р., Черненко В.А. Подземная добыча богатых железных руд. – М.: Недра, 1992. – 224 с.
- Черненко А.Р., Кунец Г.О., Данилин О.П. Проходка горных выработок на шахтах Кривбасса по типовым паспортам БВР // Горный журнал. – 1983. - № 1. – С. 34-37.
- Черненко А.Р., Крыжный В.Г., Корнет Э.А., Дидок А.В. Результаты испытаний новых буровых штанг // Металлургическая и гронорудная промышленность. – 1986. – № 3. – С. 48-49.
- Черненко А.Р., Олейник Н.А., Андрейчук В.Е. Параметры массового обрушения руды в шахтах и средства его осуществления // Металлургическая и гронорудная промышленность. – 1988. – № 1. – С. 43-45.
- Черненко А.Р., Семешин В.З., Прилипенко Е.Д. Приоритетные направления технологии подземной добычи руд // Сб.: Разработка руд черных металлов. – Кривой Рог: НИГРИ, 1989. – С. 14-18.
- Черненко А.Р., Черненко В.А. Способ бурения горных пород. Патент СССР 899887. Опубл. 23.01.1982.
- Черненко А.Р., Коваленко Б.П., Корнет Э.А., Иончиков А.Н. Устройство аварийной защиты подъемных сосудов с направляющей рамкой. А. с. СССР № 594001. Опубл. 23.09.1990.
- Черненко А.Р., Пшеничный В.Н., Римарчук Б.И., Козлик В.И. [UA] Сепаратор. Патент РФ 2038848. Опубл. 09.07.1995.

## Нагороди
- Бойові медалі: «За взяття Будапешта», «За взяття Відня», «За визволення Белграда», «За перемогу над Німеччиною в Великій Вітчизняній війні», «20 років перемоги у Великій Вітчизняній війні 1941-1945 рр.» та ін., пам'ятний знак «50 років визволення України»
- Орден Леніна (1971 р.)
- Ордени Трудового Червоного Прапора (1966 р., 1983 р.)
- Знаки «Шахтарська слава» трьох ступенів
- Знак «Винахідник СРСР»
- Медаль «За доблесну працю»
- Медалі ВДНГ – 2 золоті, 1 срібна, 3 бронзові